# Bactrocera kirki
Bactrocera kirki
 es una especie de díptero que Walter Wilson Froggatt describió por primera vez en 1911. Bactrocera kirki pertenece al género Bactrocera de la familia Tephritidae. 